# L'uomo che guarda (film)
L'uomo che guarda è un film del 1994 diretto da Tinto Brass, liberamente tratto dal romanzo omonimo di Alberto Moravia. Uscì nelle sale con il divieto di visione per i minori di 18 anni.

## Trama
Edoardo, detto Dodo, è un docente universitario in erba che vive nella stessa casa con la dolce moglie Silvia e il padre Alberto, vecchio invalido ma ancora voglioso e attratto dalla civettuola e procace infermiera Fausta. Mentre Dodo ha un carattere introverso e non si gode le piccole gioie della vita, isolandosi e guardando il mondo, il padre, in passato dongiovanni di prima categoria, non perde attimo per approfittarne con Fausta e altre amanti. Silvia, stanca della monocromicità di Dodo, lo lascia per un altro. La vita continua tristemente tra le mura casalinghe, con Dodo che assiste alle sconcezze del padre con Fausta, che lo provoca e l'incoraggia. Dopo una lezione all'università, Dodo viene avvicinato da Pascasie, una seducente studentessa congolese, che si fa fotografare nuda da lui. Con l'arrivo dell'amica di lei, Dodo ha l'occasione di un rapporto a tre ma, piatto come sempre, sceglie di andarsene. Una serie di analessi ci mostra fobie e passioni di Dodo: sogna una spiaggia di nudisti ma tutte le donne hanno il volto di Silvia; rivede padre e madre sorprendendoli da infante mentre facevano l'amore. Una notte Alberto riceve una visita inattesa e Silvia, stranamente, decide di ricongiungersi al marito.

## Cameo
Tinto Brass compare nel ruolo di un professore in TV. Nella scena del cinema, è possibile vedere una scena di un precedente film di Brass, La chiave.